# Echinocereus nivosus
Echinocereus nivosus ist eine Pflanzenart der Gattung Echinocereus aus der Familie der Kakteengewächse (Cactaceae). Das Artepitheton nivosus  stammt aus dem Lateinischen, bedeutet ‚schneebedeckt‘ und verweist auf die weiße Bedornung der Art.

## Beschreibung
Echinocereus nivosus wächst reich verzweigt und bildet Polster von bis zu 12 Zentimeter Höhe und 30 Zentimeter Durchmesser. Die hellgrünen eiförmigen bis kurz zylindrischen Triebe weisen Durchmesser von bis zu 4 Zentimeter auf und sind fast vollständig von den Dornen bedeckt. Es sind zehn bis 15 Rippen vorhanden, die etwas gehöckert sind. Die schlanken Dornen sind mehrheitlich glasig weiß. Es sind zehn bis 15 Mitteldornen von bis zu 2 Zentimeter Länge vorhanden. Die 25 bis 40 ausstrahlenden Randdornen sind 4 bis 9 Millimeter lang.
Die schlank trichterförmigen Blüten sind tiefrosafarben bis tiefmagentafarben und erscheinen an den Triebspitzen. Sie sind bis zu 6 Zentimeter lang und erreichen Durchmesser von 4 bis 6 Zentimeter. Die rötlich lavendelfarbenen Früchte sind nahezu kugelförmig und bedornt.

## Verbreitung, Systematik und Gefährdung
Echinocereus nivosus ist im Südosten des mexikanischen Bundesstaates Coahuila in einem kleinen Gebiet oberhalb von 2000 Metern verbreitet.
Die Erstbeschreibung durch Charles Edward Glass und Robert Alan Foster wurde 1978 veröffentlicht.
In der Roten Liste gefährdeter Arten der IUCN wird die Art als „Critically Endangered (CR)“, d. h. als vom Aussterben bedroht geführt.

## Nachweise